# Arijon Ibrahimović
Arijon Ibrahimović (Albanisch Arijon Ibrahimi,* 11. Dezember 2005 in Nürnberg) ist ein deutsch-kosovarischer Fußballspieler, der als Leihspieler des FC Bayern München beim 1. FC Heidenheim unter Vertrag steht.

## Karriere

### Vereine
Arijon Ibrahimović spielte in der Jugend zuerst für die SpVgg Greuther Fürth und wechselte 2014 in die Jugend des 1. FC Nürnberg. Im Alter von 12 Jahren folgte 2018 der Wechsel zum FC Bayern München. Dort überzeugte er mit seinen Leistungen so sehr, dass er bereits mit 14 Jahren in die U17 hochgezogen wurde. Mit 15 Jahren absolvierte er erstmals Trainingseinheiten mit den Profis unter Trainer Julian Nagelsmann. Ab der Saison 2021/22 gehörte er dem Kader der U19 an und kam in der A-Junioren-Bundesliga sowie in der UEFA Youth League zum Einsatz. Aufgrund von coronabedingten Ausfällen in der ersten Mannschaft stand Ibrahimović zu Beginn des Jahres 2022 kurzfristig im Profikader des FC Bayern und absolvierte auch einige Trainingseinheiten mit den Profis, blieb jedoch ohne Einsatz. Im Anschluss kehrte er zur U19 zurück.
Im Januar 2023 verlängerte Ibrahimović seinen ursprünglich bis 2024 laufenden Vertrag bei Bayern München vorzeitig bis 2025 und wurde gleichzeitig fest in den Profikader integriert. Am 11. Februar 2023 debütierte er im Alter von 17 Jahren und 63 Tagen in der Bundesliga, als er beim 3:0-Heimsieg gegen den VfL Bochum in der 77. Minute für Leroy Sané eingewechselt wurde. Damit wurde er zum zweitjüngsten Spieler in der Bundesligahistorie des FC Bayern nach Paul Wanner.
Nachdem er für die Saison 2023/24 an Frosinone Calcio ausgeliehen war, verlängerte er seinen Vertrag beim FC Bayern bis 30. Juni 2027. Im Januar 2025 wurde er bis zum Saisonende an Lazio Rom verliehen.
Zur Saison 2025/26 erfolgt eine erneute Leihe an den Bundesligisten 1. FC Heidenheim. Er folgte damit dem Vorbild von Paul Wanner und Frans Krätzig, die der FC Bayern in der Vorsaison ebenfalls an die Heidenheimer verliehen hatten.

### Nationalmannschaft
Für die U16-Junioren der deutschen Fußballnationalmannschaft absolvierte er im Jahr 2020 zwei Spiele, bei denen er ohne Torerfolg blieb. Im August 2021 debütierte er in einem Freundschaftsspiel gegen Polen für die deutsche U17-Nationalmannschaft. In der Qualifikation zur U17-Europameisterschaft 2022 wurde er in allen sechs Qualifikationsspielen eingesetzt und schoss dabei drei Tore. Bei der folgenden Endrunde, die im Mai und Juni 2022 in Israel stattfand, erzielte er einen Treffer in drei Einsätzen, schied jedoch mit seinem Team im Viertelfinale gegen den späteren Europameister Frankreich (4:5 n. E.) aus. Insgesamt erzielte Ibrahimović neun Tore in 13 Spielen für die U17.
Seit September 2024 ist er für die deutsche U20-Auswahl im Einsatz.

## Titel
- Deutscher Meister: 2023, 2025

## Privates
Ibrahimovićs zwei Jahre älterer Bruder Leunard ist Fußballspieler im Amateurbereich.